# Телеграма (фільм, 1971)
«Телеграма» (рос. «Телеграмма») — радянський фільм режисера Ролана Бикова, знятий Творчим об'єднанням «Юність» на кіностудії «Мосфільм» у 1971 році.

## Сюжет
Початок 1970-х, передноворічна метушня великого міста. Московські шестикласники Костя і Тоша і чотирирічний брат Кості Руслан намагаються знайти Катю Іноземцеву, щоб передати важливу телеграму. В ході пошуків вони дізнаються подробиці її життя. Вчорашня школярка, з початком Німецько-радянської війни вона пішла працювати в госпіталь. Потім — фронт і служба в розвідувально-диверсійній групі. Її любили двоє друзів — Антон і Сергій. Вона одружилася з Антоном, який незабаром загинув від ран. Сергій продовжував писати їй листи, сподіваючись на зустріч. Його телеграма двадцятип'ятирічної давності, яка випала з бібліотечної книги, помилково потрапила в руки Кості. Хлопці після довгих пошуків знайшли Катю і Сергія, що, на їхнє здивування, виявилися батьками Тоші.

## У ролях
- Михайло Яншин —  Микола Опанасович П'ятипал, Тошин дідусь
- Микола Крючкова —  Іван Якович, хворий генерал-полковник
- Юрій Нікулін —  Федір Федорович, різьбяр-любитель
- Тетяна Грішина —  Тоша П'ятипал
- Сергій Воїнов —  Костя Карпов
- Сергій Шустицький —  Льоша Шафоростов
- Єгор Коган —  Руслан, молодший брат Кості
- Павло Коган — Вова, хлопчик в лікарні
- Ніна Архипова —  Катерина П'ятипал, вона ж Катя Іноземцева, адресатка телеграми, мама Тоші
- Валентина Телегіна —  Марія Іванівна, дружина різьбяра
- Любов Соколова —  Аграфена Володимирівна, шкільна прибиральниця
- Іветта Кисельова —  Зіна Шаломитова, фронтова подруга Каті Іноземцевої
- Рина Зелена —  дитяча письменниця
- Микола Бурляєв —  Гліб, син Зіни Шаломитової
- Геннадій Карнович-Валуа —  Сергій П'ятипал, батько Тоши
- Георгій Елбакян —  Мкртич Аванесович, хірург
- Леонід Бердичевський —  художній керівник
- Наталія Кугель —  наречена
- Валентина Березуцька —  продавчиня пиріжків
- Володимир Качан —  хлопець з гітарою
- Ролан Биков —  співаючий новосел
- Елла Некрасова —  екскурсоводка
- Олена Вольська —  приймальниця в хімчистці
- Зоя Ісаєва —  відвідувачка хімчистки
- Валерій Рижаков —  друг Гліба
- Станіслав Садальський —  наречений  (озвучив Роман Філіппов)
- Станіслав Хитров —  чоловік з продуктовим набором
- Людмила Черепанова —  подруга гітариста
- Борис Юрченко —  продавець ялинок
- Люсьєна Овчинникова —  дружина новосела, яка грає на баяні
- Яків Бєлєнький —  пасажир таксі
- Ілля Баскін —  вчитель
- Олександра Денисова —  бабуся Варі
- Світлана Жгун —  мама Вови
- Валерій Лисенков —  сусід Марії Іванівни
- Віктор Волков —  перехожий з червоною конячкою
- Пантелеймон Кримов —  клоун

## Знімальна група
- Сценарій —  Семена Лунгін,  Ілля Нусінов
- Постановка —  Ролан Биков
- Головний оператор —  Анатолій Мукасей
- Головний художник —  Олександр Кузнецов
- Композитор —  Михайло Меєрович
- Звукооператор —  Юрій Рабинович
- Диригент —  Марк Ермлер